# Whitewater Township (Iowa)
Die Whitewater Township ist eine von 17 Townships im Dubuque County im Osten des US-amerikanischen Bundesstaates Iowa. 

## Geografie
Die Whitewater Township liegt im Osten von Iowa etwa 40 km südwestlich von Dubuque, dem am Iowa von Illinois trennenden Mississippi gelegenen Zentrum der Region. Die Township wird im äußersten Südwesten vom nördlichen Maquoketa River durchflossen.
Die Whitewater Township liegt auf 42°20′11″ nördlicher Breite und 90°56′36″ westlicher Länge und erstreckt sich über 92 km². 
Die Whitewater Township grenzt innerhalb des Dubuque County an die Cascade (im Westen), die Dodge (im Nordwesten), die Taylor (im Norden) die Vernon (im Nordosten) und die Prairie Creek Township im Osten. Im Süden grenzt die Whitewater Township an das Jones County.

## Verkehr
Durch die Whitewater Township verläuft von Südwesten nach Nordosten der zum Freeway ausgebaute U.S. Highway 151, der innerhalb der Township auf eine Reihe untergeordneter Straßen trifft.
Die nächstgelegenen, außerhalb der Whitewater Township liegenden Flugplätze sind der rund 25 km südwestlich gelegene Monticello Regional Airport sowie der rund 30 km nordöstlich gelegene Dubuque Regional Airport.

## Bevölkerung
Bei der Volkszählung im Jahr 2010 hatte die Township 1135 Einwohner.
Die einzige selbstständige Gemeinde ist die Kleinstadt Cascade (mit dem Status "City"), die zu einem Teil der benachbarten Cascade Township und zu einem anderen dem Jones County angehört. 
Rund 10 km ostnordöstlich von Cascade liegt Fillmore, eine Siedlung, die keiner Gemeinde angehört ("Unincorporated Community").